# 戦時のミサ

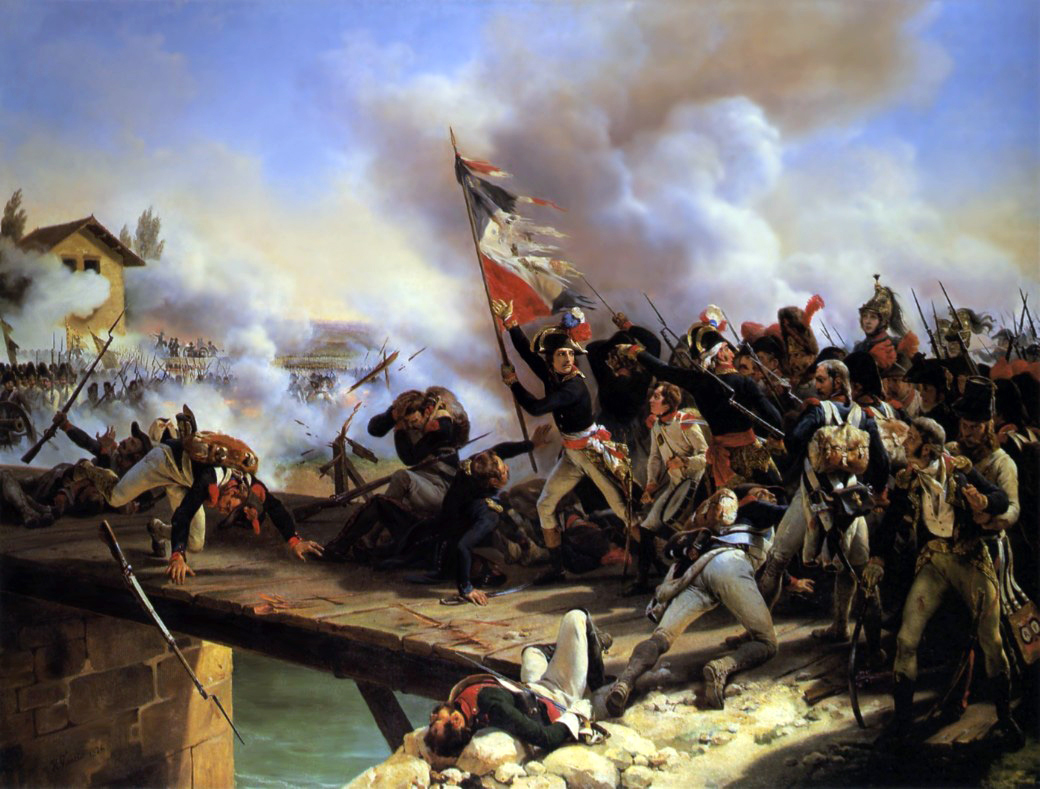
アルコレの戦い（1796年）フランスがハプスブルク帝国を破る

『戦時のミサ ハ長調』Hob.XXII:9（せんじのミサ、Missa in Tempore Belli）は、フランツ・ヨーゼフ・ハイドンが1796年に作曲したミサ曲。ハイドンの後期六大ミサ曲のひとつ。アニュス・デイでティンパニが活躍するため『太鼓ミサ』（ドイツ語: Paukenmesse）とも呼ばれる。
作曲当時、ハプスブルク家は第一次対仏大同盟の一員としてフランスと交戦していたが戦況は思わしくなかった。題名は当時の状況を反映している。
演奏時間は約40分。

## 概要
1795年、2回のロンドン旅行からウィーンに帰ったハイドンは、旅行中に新しく位についたエステルハージ侯爵ニコラウス2世の要請によって、エステルハージ家の楽長に再び就任した。楽長としての主要な仕事のひとつに、毎年ミサ曲を作曲して、侯爵夫人マリア・ヘルメンギルデの聖名祝日である9月8日にアイゼンシュタットのベルク教会(Bergkirche)で演奏することがあった。ハイドンは1796年から1802年にかけてほぼ毎年この義務を果たした（1800年を除く）。ハイドンの後期六大ミサ曲はこのようにして作曲されたものである。
六大ミサ曲のうち最初に作曲されたのが本曲と『ハイリッヒ・ミサ』の2曲であるが、自筆原稿にはどちらも1796年の作曲年が記されており、どちらが先に作曲されて1796年9月に演奏されたかについては議論が分かれる。1796年12月26日にウィーンで初演されたともいう。
ロンドン旅行から帰って以来交響曲を書かなくなり、純粋な管弦楽曲はトランペット協奏曲以外存在しない。晩年のハイドンの管弦楽の作曲能力はオラトリオとミサ曲に発揮された。ハイドンにとっては1782年のマリアツェル・ミサ以来14年ぶりに作曲されたミサ曲であるが、前期のミサ曲と異なって後期のミサ曲では管弦楽の比重が増し、声楽の要素と器楽の要素がより密接に結合する特徴がある。

## 編成
- ソプラノ、アルト、テノール、バス独唱、4部合唱。
- オーボエ2、クラリネット2、ファゴット2、ホルン2、トランペット2、ティンパニ、弦楽器、オルガン

## 構成

### Kyrie
序奏つきのソナタに似た形式を持つ。ゆっくりした序につづいて、快速な主部はソプラノの独唱ではじまり、合唱によって盛りあげられる。アルト独唱から展開部になり途中から「Christe」に変わるが、すぐに「Kyrie」が再現する。

### Gloria
3拍子の華やかな曲で、合唱の間々に器楽のみによる部分が挿入される。「Qui tollis」は牧歌的な美しいチェロ独奏ではじまり、バス独唱によって歌われるが、「suscipe」の部分が合唱によって強調され、そこから短調へと向かい、静かに終わる。「Quoniam」から再び最初の調子に戻り、アーメン・コーラスへなだれこむ。

### Credo
華やかな開始部分ではミサ・ブレヴィスのように声部によって異なるテクストが歌われる。「Et incarnatus est」はハ短調で、静かなバス独唱にはじまり、他の独唱者と合唱が加わっていく。「Et resurrexit」は3拍子の速い曲。「et vitam」から複雑なアーメン・コーラスになる。

### Sanctus
アルト独唱ではじまるが、すぐに合唱にひきつがれる。「Pleni sunt」から速くなり、明るいホザンナで終わる。

### Benedictus
ハ短調に変わり、前奏はスタッカートの刻みとティンパニの音が強調される。ソプラノの独唱を他の独唱者が「伴奏」する風変わりな音楽である。途中から長調に転調する。ホザンナもそのままの速さで歌われ、合唱が加わる。

### Agnus Dei
3拍子、合唱によっておだやかに始まるが、伴奏のティンパニがはじめ遠雷のように聞こえ、じょじょに音量をあげていく。金管楽器によるファンファーレも加わる。高速な「Dona nobis」はティンパニと金管楽器のファンファーレにはじまって派手に盛りあがる。